# Nationaal park Sabangau
Nationaal park Sabangau is een nationaal park in Indonesië. Het ligt in de provincie Midden-Kalimantan op het eiland Borneo.